# Вахід Халілходжич
Вахід Халілходжич (босн. Vahid Halilhodžić, нар. 15 жовтня 1952, Ябланиця) — югославський футболіст, що грав на позиції нападника. По завершенні ігрової кар'єри — боснійський тренер. З 1995 року має французьке громадянство, кавалер Ордену Почесного легіону (Франція): 2004.
Майже усю ігрову кар'єру провів у складі клубів «Вележ» та «Нант», а також виступав за національну збірну Югославії, у складі якої брав участь у чемпіонаті Європи та світу.
На початку 1990-х почав тренерську кар'єру і після короткого перебування на посаді головного тренера його рідного клубу «Вележ» через військовий конфлікт перебрався до Франції. Відтоді він тренував низку команд, насамперед з франкомовних країн, здобувши з ними високі результати, зокрема перемога в Лізі чемпіонів КАФ з марокканською «Раджею» (Касабланка) (1997), здобуття Кубка Франції з «Парі Сен-Жерменом» (2004) і кваліфікації на Чемпіонати світу 2010, 2014, 2018, 2022 років зі збірними Кот-д'Івуару, Алжиру, Японії та Марокко відповідно.

## Клубна кар'єра
Вихованець «Вележа». В основній команді відразу закріпитись не зумів, через що 1971 року був відданий на правах оренди в нижчоліговий клуб «Неретва», де і дебютував на професійному рівні.
З 1972 року став виступати за рідний «Вележ», в якому провів дев'ять сезонів, взявши участь у 207 матчах чемпіонату. Більшість часу, проведеного у складі «Вележа», був основним гравцем атакувальної ланки команди і одним з головних бомбардирів команди, маючи середню результативність на рівні 0,5 голу за гру першості. А у 1981 році ще й допоміг клубу виграти перший трофей — Кубок Югославії, забивши у 5 матчах турніру 6 голів, в тому числі зробивши дубль у фіналі проти «Желєзнічара» (3:2).
Своєю грою привернув увагу представників тренерського штабу французького «Нанта», до складу якого приєднався влітку того ж 1981 року. Відіграв за команду з Нанта наступні п'ять сезонів своєї ігрової кар'єри, двічі стаючи за цей час найкращим бомбардиром французького чемпіонату, і завоювавши 1983 року в його складі звання чемпіона Франції. Граючи у складі «Нанта» також здебільшого виходив на поле в основному складі команди і був серед найкращих голеодорів, відзначаючись забитим голом в середньому щонайменше у кожній третій грі чемпіонату.
Влітку 1986 року перейшов до «Парі Сен-Жермена», за який відіграв наступний сезон, продовжуючи регулярно забивати — 9 голів у 22 офіційних матчах сезону. По закінченню сезону завершив професійну кар'єру футболіста у віці 34 років.

## Виступи за збірну
Виступаючи за молодіжну збірну Югославії, Халілходжіч завоював золото молодіжного чемпіонату Європи в 1978 році. В першому матчі фіналу його гол став єдиним в виїзному матчі проти молодіжної збірної НДР (1:0), а у матчі відповіді його хет-трик допоміг югославам завершити матч внічию 4:4 і здобути трофей. Всього ж на турнірі Халілходжич забив 6 голів, ставши найкращим бомбардиром і найкращим гравцем змагання. На час турніру Вахіду вже було 26 років і він був гравцем національної збірної, але завдяки правилу, за яким в «молодіжку» на турнір можна було включити двох гравців старше 21-го року, Халілходжич та Велимир Заєць змогли взяти участь у турнірі.
Не маючи в своєму активі жодного матчу за національну збірну, 1976 року був включений в заявку на домашній чемпіонат Європи, де і дебютував в офіційних іграх у складі національної збірної Югославії в матчі за третє місце проти збірної Нідерландів, замінивши у перерві Славишу Жунгула. В підсумку югослави програли той матч в додатковий час з рахунком 3:2 і зайняли останнє 4 місце на турнірі.
В подальшому Вахід досить рідко виходив у футболці національної збірної, проте все ж потрапив у заявку на чемпіонату світу 1982 року в Іспанії, де був дублером форварда Сафета Сушича і лише двічі виходив на заміну: на останні 15 хвилин матчу проти збірної Іспанії, а також на увесь другий тайм матчу зі збірною Гондурасу.
Після цього Халілходжич довгий час взагалі не виступав за збірну і лише 1985 року провів ще один, останній матч. Всього протягом кар'єри у національній команді провів у формі головної команди країни лише 15 матчів, забивши 8 голів. У своїх пізніх інтерв'ю Халілходжич висловлював сум, що так і не отримав шансу в національній збірній 1970-х і 1980-х років, з сарказмом обґрунтовуючи це тим, що його прізвище було занадто довгою для белградських табло. Очевидно натакяючи, таким чином, що причиною невеликого ігрового часу у збірній була його мусульманське віросповідання.

## Кар'єра тренера
Розпочав тренерську кар'єру невдовзі по завершенні кар'єри гравця, 1990 року, очоливши тренерський штаб рідного клубу «Вележ». Після цього через війну покинув Боснію і Герцеговину і тренував французький клуб «Бове Уаз» з другого за рівнем дивізіону країни.
1997 року очолив марокканський клуб «Раджа» (Касабланка), з яким того ж року виграв національний чемпіонат та африканську Лігу чемпіонів, але 1998 року покинув клуб.

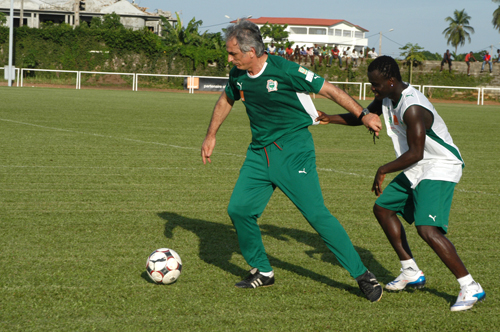
Вахід Халілходжич проти Дідьє Я Конана на тренуванні збірної Кот-д'Івуару 30 травня 2008

У вересні 1998 року очолив французький «Лілль», який 2000 року вивів у Дивізіон 1 і в наступних двох сезонах займав з командою єврокубкові місця (3 і 5 відповідно), але в червні 2002 року покинув команду.
У жовтні 2002 року очолив французький «Ренн» змінивши Філіппа Бержеро, під керівництвом якого клуб здобув лише одну перемогу в 10 турах і йшов на останньому місці Ліги 1. Халілходжич зміг врятувати клуб від вильоту, піднявши команду на підсумкове 15 місце в чемпіонаті і дійшовши з «червоно-чорними» до півфіналу національного кубка.
Влітку 2003 року Халілходжич став тренером «Парі Сен-Жермена», з яким також вдало стартував, зайнявши в першому ж сезоні 2-ге місце в чемпіонаті (після торішнього 11-го), що дозволило клубу вийти в Лігу чемпіонів, а також виграв Кубка Франції, перемігши в фіналі «Шатору» (1:0). Проте у наступному сезоні результат значно погіршився. Команда зайняла останнє місце у груповому етапі Ліги чемпіонів, а в чемпіонаті йшла у нижній частині таблиці, через що на початку лютого, після чергової поразки в чемпіонаті від «Ланса» (0:2), яка опустила команду на 12 сходинку, Халілходжич був звільнений з команди і на його місце був призначений Лоран Фурньє, який до того тренував другу команду парижан.
У жовтні 2005 року очолив турецький «Трабзонспор», з яким закінчив чемпіонат на 4 місці, відразу після стамбульських грандів; «Галатасарая», «Фенербахче» і «Бешикташа» відповідно. Хоча четверта позиція дала право клубу на участь у Кубку УЄФА, Вахід влітку вирішив залишити Туреччину і очолити саудівський клуб «Аль-Іттіхад». Проте вже в листопаді був звільнений з посади, після того як його клуб не зміг потрапити до групового етапу Арабської ліги чемпіонів, програвши майбутньому тріумфатору турніру алжирському ЕС Сетіфу.
У травні 2008 року очолив збірну Кот-д'Івуару, яку вивів на Кубок африканських націй 2010 року в Анголі і чемпіонат світу 2010 року в ПАР. За два роки під керівництвом Халілходжича «слони» не зазнали жодної поразки в 24 матчах, але в чвертьфінальному матчі КАНу проти збірної Алжиру івуарійці несподівано поступились 3:2 в додатковий час і припинили боротьбу за трофей. Розчарування було величезним серед вболівальників у Кот-д'Івуарі, для яких національна збірна з футболу грає центральну соціальну роль. Крім того, країна була в той період у значній політичній кризі. Як наслідок Халілходжич був звільнений з поста за чотири місяці до початку чемпіонату світу з футболу, де збірну тренував вже новий наставник Свен-Йоран Ерікссон.

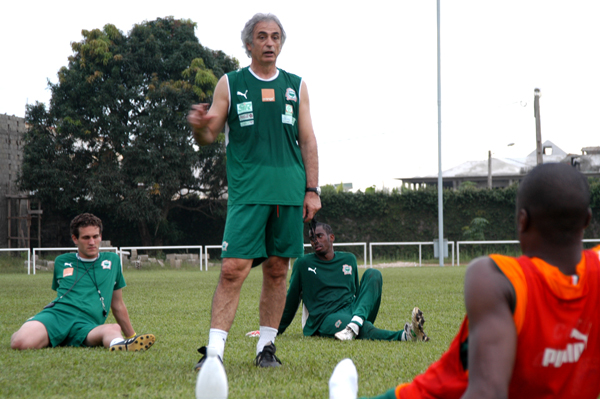
Вахід Халілходжич на тренуванні збірної Кот-д'Івуару 4 червня 2008

16 серпня 2010 року Вахід підписав контракт на два з половиною роки з хорватським клубом «Динамо» (Загреб), змінивши Велимира Заєця, якого звільнили після того як команда не пройшла кваліфікацію Ліги чемпіонів, програвши по пенальті молдовському «Шерифу», а в чемпіонаті йшла на шостому місці.
Відразу ж клуб почав грати в більш атакуючий футболу і це стало приносити результати. Спочатку «динамівці» розібрались з угорським «Дьйором» і вийшли в груповий етап Ліги Європи, де 16 вересня у першому турі, рівно через місяць після підписання контракту з Халілходжичем, «Динамо» сенсаційно перемогло з рахунком 2:0 іспанський «Вільяреал». Тим не менш, незважаючи на перемогу, «Динамо» не пройшло до наступного етапу турніру, програвши вирішальний матч в грудні вдома грецькому ПАОКу 0:1. Незважаючи на невдачу, Халілходжич залишився в команді завдяки підтримці фанів і керівництва клубу. Проте привів «динамівців» до шостого поспіль національного чемпіонства та перемоги у кубку вже інший тренер. Халілходжич вирішив залишити Загреб на початку травня. Причиною цього стала суперечка між ним і президентом клубу Здравко Мамичем 6 травня 2011 року під час перерви в матчі чемпіонату проти «Інтера» (Запрешич).
22 червня 2011 року Федерація футболу Алжиру оголосила, що Халілходжич 1 липня займе вакантне місце тренера збірної Алжиру, підписавши контракт на три роки. 14 листопада 2012 року Алжир запросив рідну для Халілходжича збірну Боснії і Герцеговини на товариський матч, який африканці програли з рахунком 0:1.
Під керівництвом Халілходжича збірна вийшла на Кубок африканських націй 2013 року, проте на турнірі не змогла подолати груповий етап. Але того ж року, 19 листопада, Алжир отримав путівку на чемпіонат світу 2014 року в Бразилії, пройшовши в останньому раунді кваліфікації збірну Буркіна-Фасо.
На футбольних полях Бразилії алжирська збірна стала одним з відкриттів турніру. Очолювана Халілходжичем команда успішно подолала груповий етап змагання, а на стадії 1/8 фіналу дала справжній бій майбутнім переможцям чемпіонату збірній Німеччини. Африканці перевели гру в овертайм, в якому, втім, поступилися з рахунком 1:2.
Попри бажання керівництва алжирського футболу залишити тренера національної команди, Халілходжич 7 липня 2014 року залишив Алжир і невдовзі повернувся до клубної роботи, очоливши турецький «Трабзонспор», з яким вже працював в 2005—2006 роках.
Проте цього разу робота з турецькою командою виявилася нетривалою — ще до завершення 2014 року фахівець залишив Туреччину. Розглядався одним з кандидатів на посаду головного тренера збірної Боснії і Герцеговини, проте перемовини з футбольною федерації рідної країни успіхом не увінчалися. Натомість 12 березня 2015 року Халілходжича було офіційно представлено новим очільником тренерського штабу національної збірної Японії. Під його керівництвом команда впевнено подолала відбір на ЧС-2018, на обох групових стадіях якого фінішувала на чолі своїх груп. Утім у фінальній частині світової першості діями японців керував Нісіно Акіра, адже боснійця було звільнено за два місяці до турніру через низку незадовільних результатів у товариських зустрічах і регіональних турнірах, найболючишим з яких для японських уболівальників стала поразка 1:4 від збірної Південної Кореї, після якої тренер, не повністю усвідомлюючи принциповість японсько-корейського протистояння, надзвичайно компліментарно висловився про корейську команду.
Восени того ж 2018 року Халілходжич очолив «Нант», команду, кольори якої захищав як гравець на початку 1980-х. Вже по завершенні сезону, влітку 2019, тренер залишив команду через суперечки з клубним керівництвом.
19 серпня 2019 року став новим головним тренером національної збірної Марокко. На початку 2022 року з командою дійшов до чвертьфіналу Кубка африканських націй, а вже 29 березня 2022 року він вивів Марокко на чемпіонат світу 2022 року після перемоги над ДР Конго (4:1), ставши першим тренером в історії футболу, який кваліфікував чотири різні збірні на чемпіонат світу (після виходу Кот-д'Івуару в 2010 році, Алжиру в 2014 році, Японії в 2018 році та Марокко в 2022 році). Втім вже 11 серпня 2022 року Халілходжич був несподівано звільнений Королівською федерацією футболу Марокко через розбіжності з її президентом щодо того, як команда має рухатися вперед. Це був третій випадок після Кот-д'Івуару і Японіяу, коли Халілходжича було звільнено прямо перед чемпіонатом світу після попередньої успішної кваліфікації.

## Статистика виступів
| Клуб              | Сезон             | Ліга | Ліга | Кубки | Кубки | Єврокубки | Єврокубки | Разом | Разом |
| Клуб              | Сезон             | Ігри | Голи | Ігри  | Голи  | Ігри      | Голи      | Ігри  | Голи  |
| ----------------- | ----------------- | ---- | ---- | ----- | ----- | --------- | --------- | ----- | ----- |
| → Неретва         | 1971/72           | 17   | 6    | 0     | 0     | -         | -         | 17    | 6     |
| → Неретва         | Разом             | 17   | 6    | 0     | 0     | 0         | 0         | 17    | 6     |
| Вележ             | 1971/72           | 0    | 0    | 0     | 0     | 0         | 0         | 0     | 0     |
| Вележ             | 1972/73           | 9    | 1    | 0     | 0     | 0         | 0         | 9     | 1     |
| Вележ             | 1973/74           | 24   | 6    | 1     | 0     | 1         | 0         | 26    | 6     |
| Вележ             | 1974/75           | 30   | 16   | 3     | 2     | 6         | 1         | 39    | 19    |
| Вележ             | 1975/76           | 34   | 17   | 2     | 1     | 0         | 0         | 36    | 18    |
| Вележ             | 1976/77           | 22   | 9    | 0     | 0     | 0         | 0         | 22    | 9     |
| Вележ             | 1977/78           | 27   | 18   | 4     | 3     | 0         | 0         | 31    | 21    |
| Вележ             | 1978/79           | 28   | 16   | 2     | 1     | 0         | 0         | 30    | 17    |
| Вележ             | 1979/80           | 11   | 9    | 0     | 0     | 0         | 0         | 11    | 9     |
| Вележ             | 1980/81           | 22   | 11   | 5     | 6     | 0         | 0         | 27    | 17    |
| Вележ             | Разом             | 207  | 103  | 17    | 13    | 7         | 1         | 231   | 117   |
| Нант              | 1981/82           | 28   | 7    | 1     | 0     | 1         | 1         | 30    | 8     |
| Нант              | 1982/83           | 36   | 27   | 9     | 5     | 0         | 0         | 45    | 32    |
| Нант              | 1983/84           | 29   | 13   | 7     | 7     | 0         | 0         | 36    | 20    |
| Нант              | 1984/ 85          | 34   | 28   | 4     | 4     | 0         | 0         | 38    | 32    |
| Нант              | 1985/86           | 36   | 18   | 1     | 0     | 6         | 2         | 43    | 20    |
| Нант              | Разом             | 163  | 93   | 22    | 16    | 7         | 3         | 192   | 112   |
| Парі Сен-Жермен   | 1986/87           | 18   | 8    | 2     | 0     | 2         | 1         | 22    | 9     |
| Парі Сен-Жермен   | Разом             | 18   | 8    | 2     | 0     | 2         | 1         | 22    | 9     |
| Всього за кар'єру | Всього за кар'єру | 405  | 210  | 41    | 29    | 16        | 5         | 462   | 244   |

## Досягнення

### Як гравця
- Володар Кубок Югославії:

«Вележ»: 1980-81
- Чемпіон Франції:

«Нант»: 1982-83
- Чемпіон Європи (U-21): 1978

### Як тренера
- Володар Ліги чемпіонів КАФ:

«Раджа» (Касабланка): 1997
- Чемпіон Марокко:

«Раджа» (Касабланка): 1997-98
- Володар Кубка Франції:

«Парі Сен-Жермен»: 2003-04

### Індивідуальні
- Найкращий бомбардир чемпіонату Франції: 1982-83, 1984-85
- Найкращий футболіст молодіжного чемпіонату Європи: 1978
- Найкращий бомбардир молодіжного чемпіонату Європи: 1978 (6 голів)
- Французький тренер року 2001
- Кавалер Ордену Почесного легіону (Франція): 2004[20]